# Maignaut-Tauzia
Maignaut-Tauzia település Franciaországban, Gers megyében. Lakosainak száma 215 fő (2022. január 1.). Maignaut-Tauzia Béraut, Condom, Saint-Orens-Pouy-Petit, Saint-Puy és Valence-sur-Baïse községekkel határos.

## Népesség
A település népességének változása:
| Lakosok száma | 169  | 142  | 195  | 213  | 242  | 270  | 260  | 234  | 228  | 215  |
|               | 1968 | 1982 | 1990 | 2006 | 2013 | 2015 | 2017 | 2019 | 2020 | 2022 |